# Alexander Cooke
Alexander Cooke, död 1614, var en engelsk skådespelare. Han var engagerad vid King's Men och Lord Chamberlain's Men: William Shakespeares, John Heminges och Richard Burbages teatersällskap. Han förmodas ha varit den skådespelare som först spelade de kvinnliga huvudrollerna i Shakespeares dramer.

## Biografi
Alexander Cooke registrerades 26 januari 1597 som lärling vid skrået Grocer's Guild under John Heminges, som istället förmodas ha introducerat honom för användning vid teatern. 
Det är okänt när han debuterade på scenen, men han uppträdde 1603 i Ben Jonsons Sejanus His Fall. Han registrerades då som främsta tragediaktör, och förmodas ha spelat Agrippina. Han tycks ha varit en värdefull medlem vid teatern, och år 1604 blev han delägare i King's Men. 
Han var uppenbarligen en viktig skådespelare i truppen som spelade viktiga roller, men hans roller är inte bekräftade. Han förmodas ha spelat de kvinnliga huvudrollerna, vilket kan förklara hur han så snabbt kunde bli en av teaterns främsta medlemmar trots sin unga ålder. Under denna tid var kvinnliga skådespelare förbjudna i England. De kvinnliga rollerna spelades av unga pojkar som övergick från kjolroller till manliga roller så snart de blivit fullvuxna, men deras kvinnoroller dokumenterades sällan. Alexander Cooke var en ung pojke som av allt att döma spelade icke närmare förtydligade huvudroller i teatern just när Shakespeares största dramer hade premiär, och han förmodas ha varit den första skådespelare som gjorde de kvinnliga huvudrollerna i Shakespeares pjäser. 
Cooke avslutade sin karriär 1612, uppenbarligen på grund av sjukdom. Han skrev sitt testamente 1614, och avled  samma år. Han anges ha varit gift och hade fyra barn.